# Scott Clemmensen
Scott Lee Clemmensen (* 23. července 1977, Des Moines, Iowa, USA) je bývalý americký hokejový brankář naposledy hrající v týmu Albany Devils v severoamerické lize AHL.

## Kariéra
Clemmensen byl v době, kdy hrál juniorský hokej za Des Moines Buccaneers, vybrán v 8. kole na celkově 215. místě vstupního draftu NHL 1997 týmem New Jersey Devils. Po draftu pokračoval v univerzitním hokeji na Boston College, kde hrál do roku 2001. V sezóně 2001-02 debutoval v NHL, když za New Jersey nastoupil ve dvou zápasech a zbytek sezóny strávil v nižší lize American Hockey League, kde hrál za Albany River Rats. Následující tři sezóny strávil také v Albany, kde soupeřil o místo s Arim Ahonenem. V sezóně 2003-04 byl Clemmensen povolán k Devils, za které chytal ve 4 zápasech. 20. ledna 2004 vychytal své první čisté konto v NHL při vítězství 3:0 proti Pittsburghu Penguins. Počínaje sezónou 2005-06 se stal stálou zálohou Martina Brodeura v New Jersey. Po sezóně 2006-07 se stal volným hráčem a poté co Devils podepsali smlouvu s Kevinem Weekesem, tak se rozhodl podepsat dvoucestnou smlouvu s Torontem Maple Leafs. V sezóně 2007-08 sehrál za Maple Leafs pouze 3 zápasy a většinu sezóny strávil v AHL, kde chytal za Toronto Marlies, kde se dělil o místo s Justinem Poggém. Před sezónou 2008-09 se vrátil zpět do New Jersey, kde podepsal jednoletý kontrakt. Sezónu sice začal na farmě v týmu Lowell Devils, ale brzy po začátku sezóny se zranil Martin Brodeur a Clemmensen, tak u Devils dělal náhradníka Kevina Weekese. Během sezóny se v Brodeurově nepřítomnosti vypracoval na prvního brankáře, ale po návratu Brodeura byl odeslán zpět na farmu. V dubnu 2009 byl opět povolán do prvního týmu za zraněného Weekese. 1. července 2009 podepsal smlouvu s Floridou Panthers, kde v sezóně 2010-11 působil jako druhý brankář za Tomášem Vokounem. Svou poslední sezónu 2014/15 začal v dresu New Jersey Devils, za které odehrál tři zápasy, a zbytek ročníku odchytal na farmě v Albany.

## Úspěchy

### Individuální úspěchy
- Jeden ze 3 nejlepších hráčů USA na MS - 2010

### Kolektivní úspěchy
- Mistr Hockey East - 1997-98, 1998-99, 2000-01
- Mistr NCAA - 2000-01

## Prvenství
- Debut v NHL - 6. října 2001 (Washington Capitals proti New Jersey Devils)
- První inkasovaný gól v NHL - 6. října 2001 (Washington Capitals proti New Jersey Devils, slovenským útočníkem Peter Bondra)
- První vychytaná nula v NHL - 20. ledna 2004 (Pittsburgh Penguins proti New Jersey Devils)

## Statistiky

### Statistiky v základní části
| Sezona       | Tým                   | Liga         | Z   | V  | P  | R | Pvp | MIN    | OG  | ČK | POG  | %ChS |
| ------------ | --------------------- | ------------ | --- | -- | -- | - | --- | ------ | --- | -- | ---- | ---- |
| 1995–96      | Des Moines Buccaneers | USHL         | 20  | 10 | 7  | 1 | —   | 1,082  | 62  | 0  | 3.44 | —    |
| 1996–97      | Des Moines Buccaneers | USHL         | 36  | 22 | 9  | 2 | —   | 2,042  | 111 | 1  | 3.26 | .907 |
| 1997–98      | Boston College Eagles | H-East       | 37  | 24 | 9  | 4 | —   | 2,205  | 102 | 4  | 2.78 | .884 |
| 1998–99      | Boston College Eagles | H-East       | 42  | 26 | 12 | 4 | —   | 2,507  | 120 | 1  | 2.87 | —    |
| 1999–00      | Boston College Eagles | H-East       | 29  | 19 | 7  | 0 | —   | 1,610  | 59  | 5  | 2.20 | .914 |
| 2000–01      | Boston College Eagles | H-East       | 39  | 30 | 7  | 2 | —   | 2,312  | 82  | 3  | 2.13 | .914 |
| 2001–02      | New Jersey Devils     | NHL          | 2   | 0  | 0  | 0 | —   | 20     | 1   | 0  | 2.95 | .800 |
| 2001–02      | Albany River Rats     | AHL          | 29  | 5  | 19 | 4 | —   | 1,677  | 92  | 0  | 3.29 | .908 |
| 2002–03      | Albany River Rats     | AHL          | 47  | 12 | 24 | 8 | —   | 2,694  | 119 | 1  | 2.65 | .910 |
| 2003–04      | Albany River Rats     | AHL          | 22  | 5  | 12 | 4 | —   | 1,309  | 67  | 0  | 3.07 | .902 |
| 2003–04      | New Jersey Devils     | NHL          | 4   | 3  | 1  | 0 | —   | 238    | 4   | 2  | 1.01 | .952 |
| 2004–05      | Albany River Rats     | AHL          | 46  | 13 | 25 | 5 | —   | 2,654  | 124 | 2  | 2.81 | .916 |
| 2005–06      | New Jersey Devils     | NHL          | 13  | 3  | 4  | — | 2   | 627    | 35  | 0  | 3.35 | .881 |
| 2005–06      | Albany River Rats     | AHL          | 1   | 0  | 1  | — | 0   | 59     | 5   | 0  | 5.05 | .848 |
| 2006–07      | New Jersey Devils     | NHL          | 6   | 1  | 1  | — | 2   | 305    | 16  | 0  | 3.15 | .889 |
| 2006–07      | Lowell Devils         | AHL          | 1   | 1  | 0  | — | 0   | 60     | 0   | 1  | 0.00 | 1.00 |
| 2007–08      | Toronto Marlies       | AHL          | 40  | 23 | 14 | — | 2   | 2,363  | 96  | 1  | 2.44 | .910 |
| 2007–08      | Toronto Maple Leafs   | NHL          | 3   | 1  | 1  | — | 0   | 154    | 10  | 0  | 3.90 | .839 |
| 2008–09      | Lowell Devils         | AHL          | 12  | 6  | 5  | — | 1   | 707    | 40  | 0  | 3.39 | .900 |
| 2008–09      | New Jersey Devils     | NHL          | 40  | 25 | 13 | — | 1   | 2,356  | 94  | 2  | 2.39 | .917 |
| 2009–10      | Florida Panthers      | NHL          | 23  | 9  | 8  | — | 2   | 1,215  | 59  | 1  | 2.91 | .912 |
| 2010–11      | Florida Panthers      | NHL          | 31  | 8  | 11 | — | 7   | 1,696  | 74  | 1  | 2.62 | .911 |
| 2011–12      | Florida Panthers      | NHL          | 30  | 14 | 6  | — | 6   | 1,566  | 67  | 1  | 2.57 | .913 |
| 2011–12      | San Antonio Rampage   | AHL          | 1   | 1  | 0  | — | 0   | 60     | 1   | 0  | 1.00 | .969 |
| 2012–13      | Florida Panthers      | NHL          | 19  | 3  | 7  | — | 2   | 866    | 53  | 0  | 3.67 | .874 |
| 2013–14      | San Antonio Rampage   | AHL          | 11  | 4  | 7  | — | 0   | 652    | 31  | 0  | 2.85 | .907 |
| 2013–14      | Florida Panthers      | NHL          | 17  | 6  | 7  | — | 1   | 914    | 47  | 0  | 3.09 | .896 |
| 2014–15      | New Jersey Devils     | NHL          | 3   | 0  | 0  | — | 1   | 102    | 8   | 0  | 4.71 | .852 |
| 2014–15      | Albany Devils         | AHL          | 27  | 12 | 11 | — | 2   | 1,558  | 58  | 2  | 2.23 | .918 |
| Celkem v NHL | Celkem v NHL          | Celkem v NHL | 191 | 73 | 59 | 0 | 24  | 10,060 | 468 | 7  | 2.79 | .905 |

### Statistiky v play off
| Sezona       | Tým                   | Liga         | Z  | V | P | MIN | OG | ČK | POG  | %ChS  |
| ------------ | --------------------- | ------------ | -- | - | - | --- | -- | -- | ---- | ----- |
| 1996–97      | Des Moines Buccaneers | USHL         | 4  | 1 | 2 | 200 | 9  | 1  | 2.70 | —     |
| 2005–06      | New Jersey Devils     | NHL          | 1  | 0 | 0 | 7   | 0  | 0  | 0.00 | 1.000 |
| 2007–08      | Toronto Marlies       | AHL          | 17 | 8 | 9 | 992 | 50 | 0  | 3.02 | .902  |
| Celkem v NHL | Celkem v NHL          | Celkem v NHL | 4  | 1 | 2 | 186 | 7  | 0  | 2.25 | .923  |

### Reprezentace
| Rok                       | Tým                       | Soutěž                    | Z | V | P | R | MIN | OG | ČK | POG  | %ChS |
| ------------------------- | ------------------------- | ------------------------- | - | - | - | - | --- | -- | -- | ---- | ---- |
| 2010                      | USA                       | MS                        | 6 | 3 | 3 | 0 | 347 | 9  | 1  | 1.56 | .941 |
| Seniorská kariéra celkově | Seniorská kariéra celkově | Seniorská kariéra celkově | 6 | 3 | 3 | 0 | 347 | 9  | 1  | 1.56 | .941 |